# Ford Bronco II

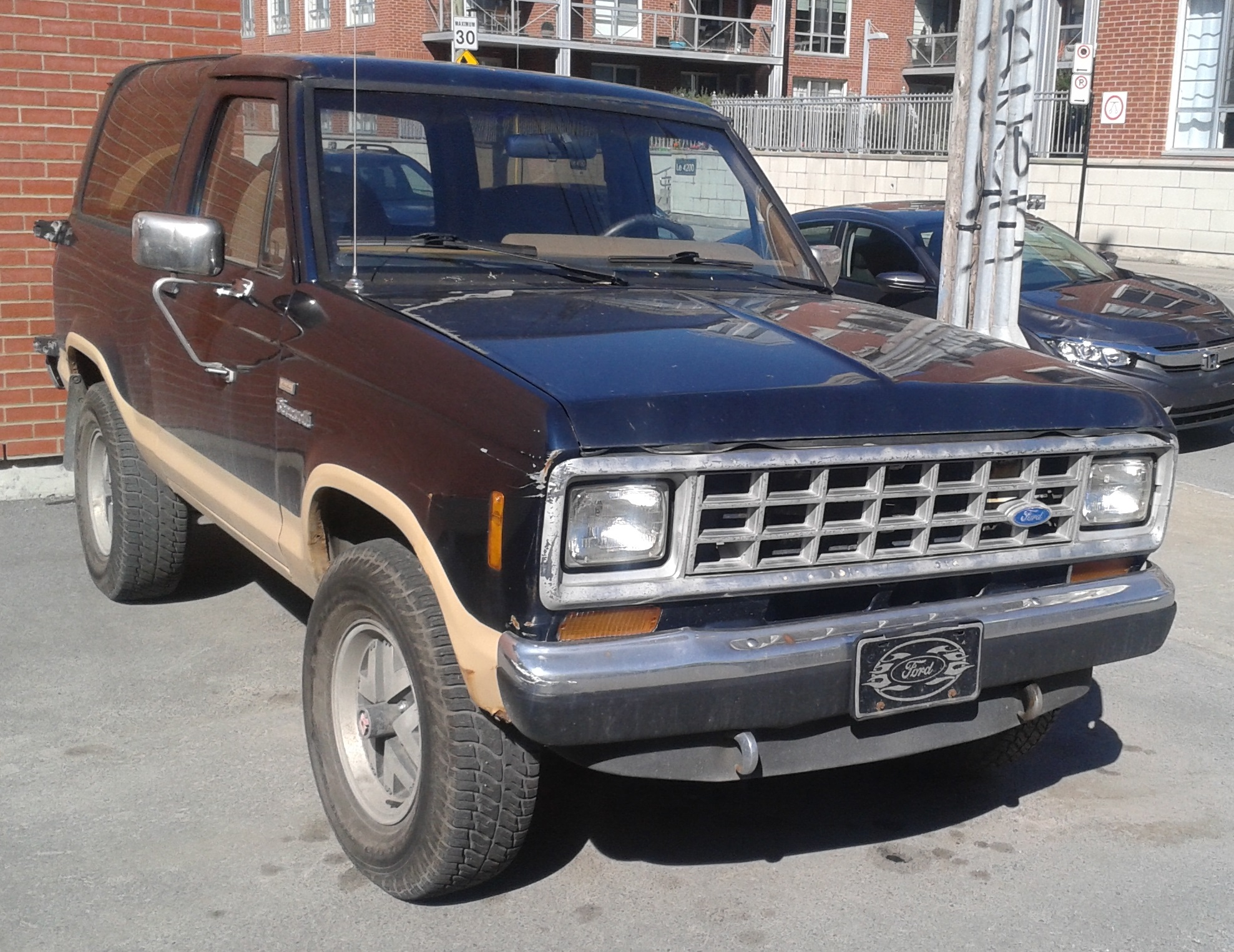
Ford Bronco II Eddie Bauer de 1987-1988 à Montréal, Québec, Canada.

Pour les autres générations de 1966 à 2021, voir Ford Bronco.
La Ford Bronco II est un véhicule utilitaire sportif (SUV) compact fabriqué par le constructeur américain Ford. Correspondant étroitement à la taille du Ford Bronco de première génération, une seule génération de Bronco II a été vendue des années modèles 1984 à 1990. Dérivée du pick-up compact Ford Ranger, la gamme de modèles a été produite sous la forme d'un SUV trois portes, en concurrence avec les versions trois portes du Chevrolet S-10 Blazer et du Jeep Cherokee.
Pour l'année modèle 1991, Ford a reconditionné son SUV dérivé du Ranger en tant que Ford Explorer de taille intermédiaire. Aux côtés d'un SUV trois portes qui a remplacé le Bronco II, Ford a sorti une version cinq portes pour mieux répondre aux demandes des consommateurs. Le prochain SUV compact de Ford était le Ford Escape de 2001. Ford n'a pas sorti d'autre SUV trois portes avant le Ford Bronco de 2021 de taille moyenne.
Le Bronco II était assemblé aux côtés du Ford Ranger dans l'usine d'assemblage de Louisville à Louisville, Kentucky, de janvier 1983 à janvier 1990,.

## Histoire
Le premier Bronco II a été développé en parallèle avec le pick-up Ranger qui a été introduit pour l'année modèle 1983. Lancé en mars 1983, Ford a commercialisé le Bronco II en tant que "véhicule pour hommes, célibataires ou jeunes couples... presque comme les véhicules de John Wayne... qui donnait aux gens le sentiment qu'ils pouvaient tout conquérir..." Le Bronco II était presque un pied plus court que le Chevrolet S-10 Blazer concurrent (introduit en 1982), et l'utilisation du châssis du Ranger a permis de réduire les coûts de production en utilisant une chaîne de montage commune avec de nombreux composants partagés.
Tous les Bronco II étaient à quatre roues motrices jusqu'en 1986, date à laquelle la configuration à propulsion arrière est devenue la norme. Les modèles à propulsion arrière étaient toujours équipés d'une boîte de transfert, bouchée ou scellée là où l'arbre de transmission avant était connecté sur les versions à quatre roues motrices.

### Mise à jour de 1989
Pour l'année modèle 1989, le Bronco II a été redessiné aux côtés du Ranger. L'extérieur comportait une nouvelle carrosserie avant avec un nouveau capot, des nouvelles ailes avant et un pare-chocs avant plus ajusté. À l'intérieur, le tableau de bord a été redessiné, avec un nouveau panneau d'instrumentation. Parallèlement au changement d'apparence global, la nouvelle carrosserie a marqué des améliorations dans le support structurel. Le Bronco II de 1989 a été de courte durée car il a été construit pendant un peu moins d'un an lorsque la production a pris fin au début des années 1990. En 1991, il a été remplacé par le plus grand Ford Explorer.
En tant que changement en cours, les modèles quatre roues motrices de 1990 produits après novembre 1989 ont été produits avec des essieux avant Dana 35, remplaçant l'essieu avant Dana 28 précédent.

## Moteurs
Les modèles de 1984 et 1985 étaient équipés du V6 Cologne à carburateur de 2,8 L de fabrication allemande développant 115 ch (86 kW) à 4 600 tr/min, également utilisé dans les Ford Ranger de 1984 et 1985. À l'origine, il était exclusivement disponible avec quatre roues motrices. L'année modèle 1986 a introduit le moteur V6 Cologne à injection de carburant de 2,9 L et 140 ch (104 kW).
Un 4 cylindres turbodiesel Mitsubishi de 2,3 L de Mitsubishi était en option au cours de l'année modèle 1986 ; cependant, il livrait de mauvaises performances et enregistrait de faibles ventes.

## Arrêt
Avant l'année modèle 1991, le Bronco II a été abandonné en février 1990, son rôle dans la gamme des SUV légers de Ford étant largement repris par le Ford Explorer. Alors que l'Explorer était également basé sur le Ranger (au point d'également partager des parties de son intérieur avec le Bronco II et le Ranger), l'Explorer était un SUV de taille moyenne. De taille légèrement plus grande que le Blazer S-10, l'Explorer cinq portes mesurait près de 584 mm de plus qu'un Bronco II de 1990. En tant que successeur plus direct, un Explorer Sport trois portes à empattement plus court a été introduit (bien qu'il reste un pied plus long qu'un Bronco II). L'Explorer était uniquement propulsé avec un moteur V6 Cologne de 4,0 L et 160 ch partagé avec le Ranger et le Ford Aerostar, aucun moteur plus petit n'était disponible.
L'Explorer serait développé en parallèle avec le Ranger à travers sa première génération jusqu'à sa mise à jour majeure dans les années modèles 1995 à 2001, où il a perdu tout son style extérieur partagé avec le Ranger.

## Controverse sur la sécurité
Des problèmes de stabilité du Bronco II ont été notés pendant la phase de conception, ainsi que dans les tests de vérification en 1981. Par exemple, le test du virage en J a été annulé par les responsables de Ford pendant les procédures de test "par peur de tuer ou de blesser l'un de ses propres conducteurs". Des modifications techniques ont été suggérées, mais les responsables de Ford ont refusé les modifications car elles auraient retardé la commercialisation des nouveaux véhicules. Huit mois avant le début de la production, le bureau du conseiller juridique de Ford a collecté 113 documents concernant les problèmes de conduite du nouveau véhicule. Cependant, 53 de ces tests, simulations et rapports connexes sur la stabilité du Bronco II ont « disparu » dans une « procédure de traitement de documents inhabituelle » qui présageait des poursuites contre Ford à partir de la fin des années 1980.
Le rejet de la controverse sur les renversements des Bronco II est cependant maintenant considéré comme une erreur. Les décrivants, pour la défense du Bronco II, "fortement influencé par un conducteur défavorable ou des facteurs environnementaux." ce qui signifie que les gens qui étaient irresponsables ont fait paraître Ford pire qu'il n'aurait dû.
Le Bronco II a reçu des rapports tenaces selon lesquelles il était sujet aux tonneaux. Certains des gros titres de 1989-90 comprenaient : "La NHTSA enquête sur les renversements de Bronco II" Automotive News (20 mars 1989), "Le magazine attribue la cote 'À éviter' au Bronco II de Ford" The Wall Street Journal (8 mai 1989) et "Des rapports de consommateurs critiquent le comportement du Ford Bronco II" The Washington Post (18 mai 1989).
Après analyse des accidents de personnes avec un SUV Suzuki Samurai, la National Highway Traffic Safety Administration (NHTSA) des États-Unis a ouvert une étude formelle sur le Ford Bronco II en 1989. En 1987, il y a eu 43 décès par renversement de Bronco II, contre huit pour le Samurai, mais dans quatre États, les données sur les accidents ont montré que le taux de renversement du Bronco II était similaire à celui des autres SUV, l'enquête a donc été close. La NHTSA a refusé de rouvrir l'enquête en 1997 après d'autres accidents de Bronco II.
Selon l'Insurance Institute for Highway Safety, 260 personnes sont décédées dans des collisions avec le Bronco II, un taux plusieurs fois supérieur à celui de tout autre véhicule similaire. En 1995, Ford avait payé 113 millions de dollars pour régler 334 poursuites pour blessures et décès injustifiés. Un règlement en recours collectif avec les propriétaires de Bronco II controversé a fourni « de nouveaux avertissements de sécurité et jusqu'à 200 $ pour les réparations et les modifications ». Ford a mis fin à la production du Bronco II en 1990, mais a toujours soutenu que « les renversements sont majoritairement causés par une mauvaise conduite ou des modifications dangereuses du véhicule ».
Des exemples de poursuites individuelles incluent le célèbre jockey Bill Shoemaker qui a reçu un million de dollars. En 1991, Shoemaker a été paralysé du cou aux pieds après avoir conduit son Bronco II en Californie alors qu'il était en état d'ébriété. Par la suite, il a été confiné à un fauteuil roulant. Le plus gros prix impliquant le Bronco II jusqu'en 1995 était un verdict de 62,4 millions de dollars pour deux passagers, dont l'un a subi des lésions cérébrales qui l'ont laissée dans le besoin d'un tuteur légal, après le renversement du modèle de 1986 dans lequel ils roulaient.
Le bilan de sécurité était "effrayant" avec "un Bronco II sur 500 produit impliqué dans un renversement mortel". L'assureur automobile GEICO a cessé de souscrire des polices d'assurance pour le Bronco II. En 2001, le magazine Time a rapporté que les "poursuites judiciaires notoires contre le Bronco II" avaient "coûté à l'entreprise environ 2,4 milliards de dollars en dommages et intérêts".
L'une des raisons des pertes importantes du constructeur automobile était un accord que Ford a conclu avec un ancien ingénieur, David Bickerstaff. Il travaillait sur le Bronco II et avait publié des rapports d'événements indésirables graves concernant les suspensions des SUV Ford. En 1990, Bickerstaff a témoigné devant le tribunal que le Bronco II avait un indice de stabilité dangereusement bas. Sa crédibilité a été mise en doute par les avocats.